# Petrus Ramus
Petrus Ramus (francès: Pierre de la Ramée)  (Cuts, 1515 - París, 26 d'agost de 1572) va ser un filòsof i matemàtic francès, del segle xvi, assassinat en la massacre de Sant Bartomeu.

## Vida
Pierre de la Ramée va néixer el 1515 a Cuts, molt a la vora de Noyon, on havia nascut, uns anys abans, Joan Calví. Fill d'una família originària de Liège, que havia estat rica, però que quan va néixer Petrus eren simples i pobres carboners. Després dels estudis al seu lloc d'origen, va a anar a París, a casa d'un oncle seu, fuster, amb qui va viure fins als catorze anys. A partir de 1528-1529, serà domèstic a la casa del senyors de la Brosse, i també estudiarà al Col·legi de Navarra, dirigit en aquella època per Johannes Sturm.
Al Col·legi de Navarra rep el seu grau de magister el 1536 amb una tesi titulada Quaecumque ab Aristotele dicta essent, commentitia essent (Tot el que va dir Aristòtil és especulació), avui desapareguda i de la qual se'n discuteix l'autoria.
Entre 1536 i 1545, és professor als col·legis de Mans i de l'Ave Maria. El 1543, publica diverses obres antiaristotèliques que seran objecte de denúncia per les autoritats universitàries i el 1544 se li prohibeix donar classes de dialèctica i filosofia.
Els 1546 passa, doncs, al Col·legi de Presles, on coneix el seu més fidel amic i col·laborador, Ong Omer Talon (1510-1562), i del qual esdevindrà director, i hi donarà classes de retòrica i matemàtiques. La seva relació amb el col·legi durarà fins a la seva mort, amb algunes interrupcions pels viatges obligats per les guerres de religió, ja que Ramus va abraçar el 1561 la doctrina calvinista.
El 1551, el rei Enric II de França el va nomenar professor del Collège Royal i el 1557 comissionat per a la reforma de les universitats. Ramus dedicarà molt de temps i esforços en l'estudi i les propostes didàctiques per a la millora de l'educació.
El 1562, en ser expulsats el calvinistes de París, es refugiarà a Fontainebleau amb la reina mare Caterina de Mèdici. Tornarà a París l'any següent.
El 1566, va tenir un fort enfrontament amb el professor de matemàtiques de la Universitat de París, Jacques Charpentier, sobre la metodologia i els continguts del programa universitari de matemàtiques.
De 1568 a 1570, també haurà de marxar de París pel mateix motiu i viatjarà a Suïssa i Alemanya. Malgrat la protecció reial explícita que tenia, va ser cruelment assassinat el dia de la massacre de Sant Bartomeu (1572).

## Obra
Tot i l'etiqueta de filòsof antiaristotèlic, potser la seva obra va més dirigida contra els aristotèlics de la seva època que no pas contra el mateix Aristòtil. En definitiva, Ramus és recordat com a defensor del mètode (i en aquest sentit podria ser un precursor de Descartes) i el seu mètode no és altre que el defensat per Aristòtil en els seus Analítics posteriors.

### Relació de les seves obres

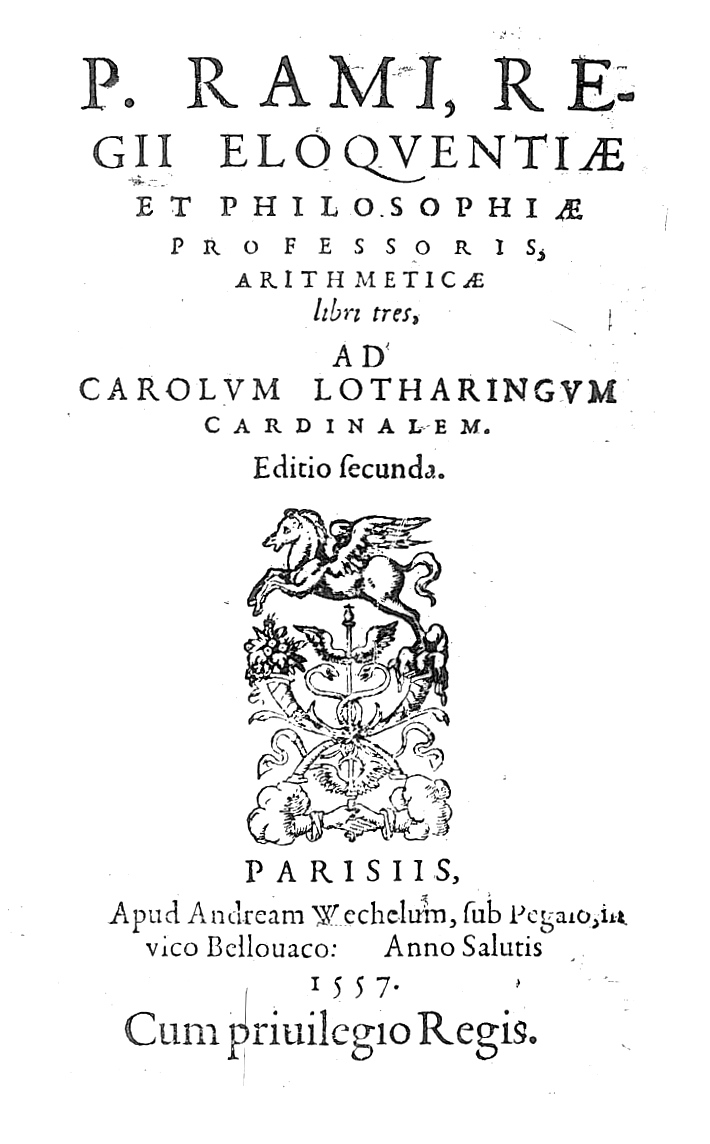
Arithmeticae libri tres, 1557

Una relació completa de les seves obres es pot veure al llibre d'Ong publicat el 1977. A continuació es relacionen les seves obres més significatives:
- Dialecticae partitiones (1543)
- Dialecticae Institutiones (1543)
- Aristotelicae Animadversiones (1543): aquestes tres obres van ser les que van provocar la prohibició d'ensenyar filosofia
- Brutinae questiones (1547)
- Grammatica latina (1548)
- Rhetoricae Distinctiones in Quintilianum (1549)
- Dialectique (reimpresa el 1550 i 1556)
- Arithmeticae libri III (1555)
- Scholae grammaticae libri II (1559)
- Grammatica Graeca (1560)
- Avertissement sur la réformation de l'université de Paris au Roi (1561)
- Grammaire Française (1562)
- Scholarum physicarum libri VIII in totidem acroamaticos libros Aristotelis (1565)
- Scholarum metaphysicarum libri XIV (1566)
- Prooemium mathematicum (1566)
- Scholae in liberales artes, Basilea, (1569)
- Defensio pro Aristotele adversus Jac. Schecium, Lausana, (1571)
- Commentariolum de Religione Christiana libri IV, Frankfurt (1577).